# Els de Groen
Els de Groen, właśc. Elly de Groen-Kouwenhoven (ur. 23 grudnia 1949 w Hadze) – holenderska publicystka i pisarka, deputowana do Parlamentu Europejskiego (2004–2009).

## Życiorys
Uzyskała kwalifikacje nauczycielskie uprawniające do uczenia w szkołach średnich, pracowała początkowo jako lektorka języka francuskiego. Później zajęła się działalnością pisarską i publicystyczną. Od 1985 do 1992 zawodowo recenzowała książki dla dzieci. Jako dziennikarka i komentator wydarzeń przez około dwadzieścia lat współpracowała z różnymi magazynami.
W wyborach w 2004 z ramienia założonego przez Paula van Buitenena ugrupowania pod nazwą Transparentna Europa uzyskała mandat posłanki do Parlamentu Europejskiego VI kadencji. Została członkinią grupy Zielonych i Wolnego Sojuszu Europejskiego, a także Komisji Petycji oraz Komisji Wolności Obywatelskich, Sprawiedliwości i Spraw Wewnętrznych. W PE zasiadała do 2009, powróciła następnie do pracy dziennikarskiej.